# Косая Горка
Косая Горка — деревня в Вологодском районе Вологодской области.
Входит в состав Кубенского сельского поселения, с точки зрения административно-территориального деления — в Кубенский сельсовет.
Расстояние по автодороге до районного центра Вологды — 33,5 км, до центра муниципального образования Кубенского — 3,5 км. Ближайшие населённые пункты — Горбунка, Братское, Настасьино, Морино, Пазино, Мусино, Потанино, Бирючево, Окулово, Сумароково, Папино.
По данным переписи в 2002 году постоянного населения не было.